# Euphaea basalis
Euphaea basalis – gatunek ważki z rodziny Euphaeidae.